# Kościół w Altenkirchen

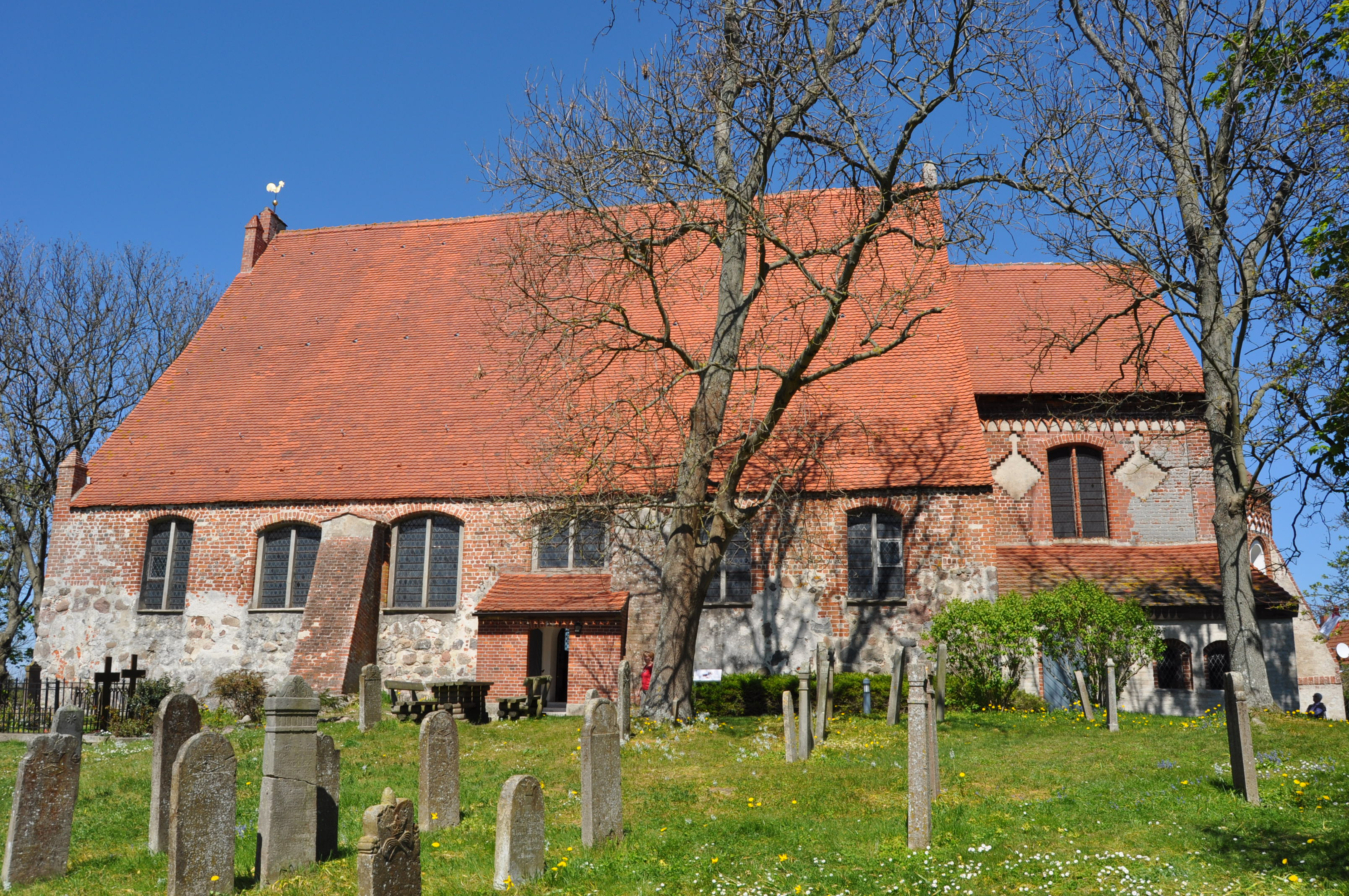
widok na kościół od południa, na pierwszym planie przykościelny cmentarz

Ewangelicki kościół parafialny w Altenkirchen (niem. Pfarrkirche Altenkirchen) – jednen z najstarszych budynków kościelnych na Rugii zbudowanym z kamienia w stylu romańskim. Kościół parafialny w Altenkirchen, kościół św. Pawła w Bobbin, jak również kaplice w Dranske, Glowe i Vitt tworzą jeden zbór, który od 2012 roku należą do probostwa w Stralsund i Ewangelicko-Luterańskiego Kościoła Północnych Niemiec, a poprzednio do Pomorskiego Kościoła Ewangelickiego.

## Historia

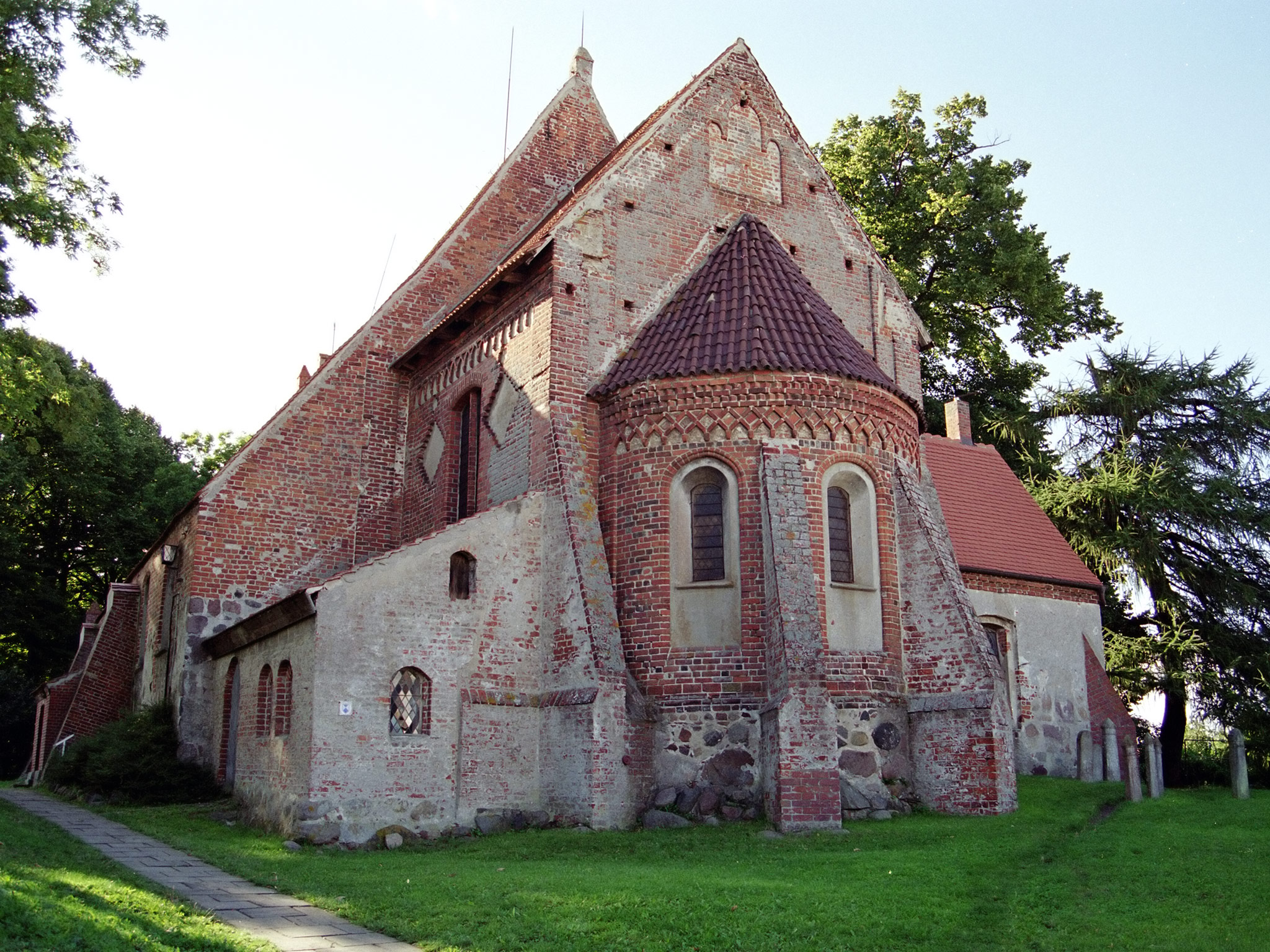
Widok z tyłu na kościół parafialny w Altenkirchen

Kościół mógł powstać na terenie słowiańskiego miejsca pochówku. Wkrótce po przyjęciu chrześcijaństwa w 1168 roku duńscy budowniczowie rozpoczęli budowę kościoła. Zbudowany został w systemie trójnawowej romańskiej bazyliki. Jest najstarszym obok kościoła Mariackiego w Bergen kościołem na Rugii. Absyda i prezbiterium zostały ukończone około 1200 roku, kamienna chrzcielnica została wykonana około 1240 roku z wapienia gotlandzkiego. Jej cztery głowy uosabiają rzeki w raju Piszon, Gichon, Tygrys, Eufrat. Kolejnym najstarszym zabytkiem jest krucyfiks z XIV stulecia, który został w 1979 roku odrestaurowany. W gotyckich czasach budowla została wzmocniona sklepieniem krzyżowo-żebrowym. Wolno stojąca dzwonnica pochodzi z XVII stulecia.
Między 1792 a 1808 posługę kapłańską w kościele sprawował Ludwig Gotthard Kosegarten, znany również jako pisarz oraz profesor Uniwersytetu w Greifswaldzie, którego grób znajduje się na przykościelnym cmentarzu.

## Wyposażenie kościoła

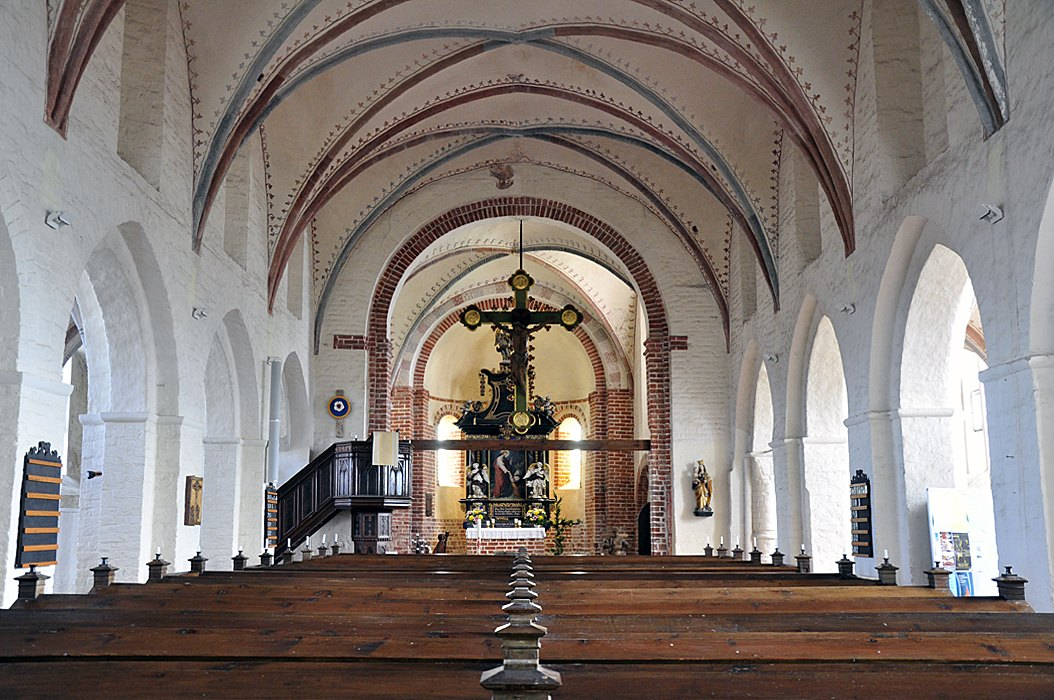
Wnętrze kościoła

### Ołtarz

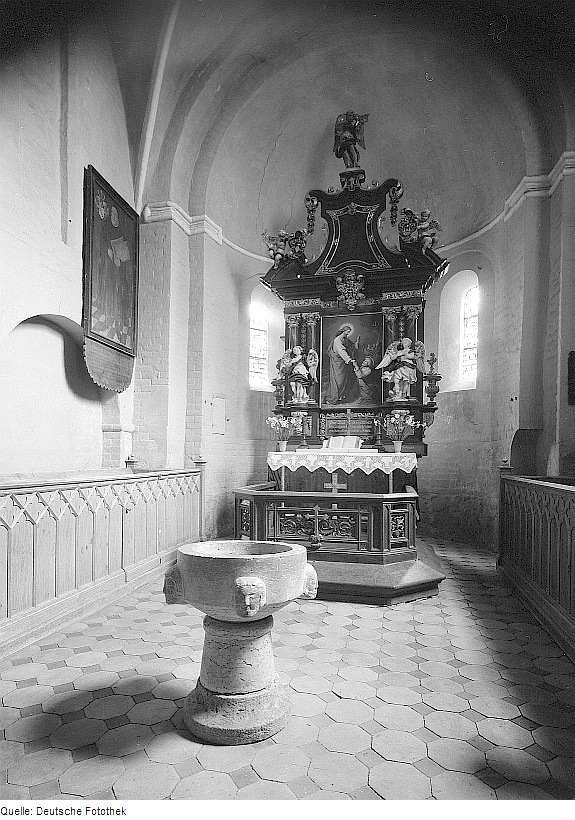
Ołtarz z pracowni Eliasa Keßlera i chrzcielnica

Barokowy ołtarz z drzewa sosnowego został wykonany w 1724 w pracowni Eliasa Keßlera ze Stralsundu, a obraz główny z ołtarza (namalowany farbami olejnymi przez Carla Gottfrieda Pfannschmidta) pochodzi z 1863 i przedstawia tonącego św. Piotra. Po obu stronach tego płótna kolumny drewniana połączona górnym belkowaniem (pośrodku herb rodu Bohlen), a dalej na konsolach ustawiono każdorazowo wazę. Górny obraz ołtarza (także olejny) przedstawia ogrójec. Rzeźby aniołów umieszczone: nad górnym płótnem (tu postać w koronie i z puzonem), po bokach w szczytowej części ołtarza (z herbami rodu Schwerin i rodu Klettenburg), przed kolumnami (wolnostojąca rzeźba). Przedstawienie uzupełnia frakturowa inskrypcja na cokole: Dem Aller Höchsten zu Ehren und Seinem Hause zur Zierde hat diesen Altar aus Christlicher Bewegnis verfertigen und ausrichten lassen Arendt Chrsistoph v(on) Bohlen Anno 1724 den 24 Oktober.

### Krucyfiks triumfalny
W nawie południowej (na jej wschodniej ścianie) zawieszony, wykonany w końcu XIV w. z drewna dębowego i pozbawiony napisu, krucyfiks triumfalny (pierwotnie umieszczony na łuku triumfalnym oddzielającym nawę główną od prezbiterium), w którym postać Chrystusa mierzy 145 cm.

### Chrzcielnica, konfesjonał
Do pierwotnego wyposażenia kościoła należy kamienna chrzcielnica z ok. 1250.
W kościele znajduje się też (fragmentarycznie zachowany) konfesjonał z ok. 1730. Częściami tego konfesjonału są m.in. trzy nowo oprawione obrazy olejne (ukrzyżowany Chrystus z krajobrazem w tle i napisem: Hier in dieser Seiten wunden, Hab ich sichere zuflucht gefunden, kompozycja: Chrystus przy źródle i płacząca niewiasta z napisem: Abzuwaschen mich von Sünde Ist keine beßeres zu finden, kompozycja: dwie ręce z chmur — jedna z biczem i rózgą, a na ziemi jabłko królewskie, napis: O Vater habe doch geduld, Und straffe nicht der Sündensch[uld]) służące za wypełnienia ścian.

### Naczynia liturgiczne
Do zabytkowych (sprzed 1800) przedmiotów liturgicznych kościoła należą cztery kielichy i trzy pateny oraz misa chrzcielna i puszka na opłatki i hostię.
Z najstarszego, wykonanego pierwotnie w 2 poł. XV w. kielicha mszalnego, zachował się jedynie trzon opatrzony minuskulnym napisem ihesvs i cris, przedzielony nodusem z także gotycką inskrypcją ihesvs umieszczoną na guzach. Resztę naczynia, mierzącego 22,5 cm, uzupełniono w latach 1679-1686, na sześciolistnej stopie umieszczono wówczas napis wykonany kapitałą: SEHL(IGEN) HERN L(ANT)RAHT CHRISTIAN V(ON) SCHWARTZERN ERBEN, stempel Antona Heina oraz znak Stralsundu. Z tym kielichem związana jest mierząca 15,5 cm średnicy wykonana również w latach 1679-1686 patena opatrzona na spodzie niemal bliźniaczym napisem (SEHL(IGEN) HERN L(ANT)RAHT CHRISTIAN V(ON) SCHWARTZERS ERBEN) i (zapewne ok. 1770) przestemplowana znakiem stralsundczyka Petera Abrahama Dabisa.
Z kolei sześciolistny kielich dla chorych (z nodusem), na zewnętrznej górnej krawędzi czary opatrzony napisem fundacyjnym kapitałą, upamiętniającym ówczesnego pastora: LEONAPDVS[!] MEIFISCH PASTOR CVRVIT[!] FIEM IN VSVM AEGROTORVM 5 + 1, wykonany w 1551 jest najstarszym tego typu na Rugii. Związana z tym kielichem patena (o średnicy 18 cm) nie pochodzi z tego samego okresu.
Kolejny, również sześciolistny, kielich (z 1685) o wysokości 22,5 cm również został wykonany przez Antona Heina. Do naczynia tego o nodusie w kształcie rozety o pięciu polach w kształcie rombu, z wygrawerowanym tekstem kapitalnym mianem JESVS, przylutowane zostało wyobrażenie ciała Jezusa (Corpus Christi). Identyfikację twórcy tego dzieła umożliwia stempel na spodniej części stopy, któremu towarzyszą napis w kapitale (JOH(ANN) FRIED(RICH), V(ON) SCHWARTZERN JVRGEN RASMAN NIE. RASMAN A(nn)o 1685) oraz znak Stralsundu. Również do tego kielicha przynależy patena o średnicy 13,5 cm, datowana na 1685.
Ostatni kielich (o wysokości 12 cm) wykonano w ostatnich latach XVIII w. (ok. 1800) — w przeciwieństwie do pozostałych ma on stopę okrągłą i jest pozbawiony napisów oraz stempli.
Takim przedmiotem liturgicznym jest również wykonana z mosiądzu i datowana na lata 1599-1638 misa chrzcielna o średnicy 35 cm i wysokości 18,5 cm. Wyobrażono na niej przedstawienie postaci Matki Boskiej, siedzącej na księżycu w pierwszej kwadrze, z Chrystusem na ręku, obramione na brzegu naczynia inskrypcją fundacyjną ówczesnego pastora w Altenkirchen: M(AGISTER) JOHANNES RVNGE.
Na wyposażeniu kościoła znajduje się także owalna (o średnicy 13 cm) puszka na opłatki i hostię pochodząca z 1688, o płaskiej, oddzielnej pokrywie z przedstawieniem połowu ryb przez Chrystusa. Na boku korpusu naczynia kursywny grawerunek kapitałą o treści: DISES HABEN DIE GROSFITGER GOTT ZU EHREN UND DER KIRCHEN ZUM BESTEN GESCHENKET ANNO 1688.

### Przedmioty kolekcyjne
Do wyposażenia kościoła w Altenkirchen zalicza się również trzy, obrzeżone cienkim ornamentem, mosiężne misy kolekcyjne o średnicy 33 cm, na których dnie wykonano puncą kapitalny napis: HINRICH LIBE 1710, skrzynię o wymiarach 39×71×31 cm, wykonaną w XVI w. z drewna dębowego z żelaznymi obręczami i otworem do wrzucania datków pieniężnych, spełniającą rolę skarbonki, dwa wysokie na 67 cm, pozbawione inskrypcji świeczniki z mosiądzu wykonane ok. 1700 — lichtarze te stojące na szerokiej stopie ozdobione są ornamentem roślinnym, posiadają też profitkę, a także ufundowany w 1745 woreczek na kolektę (z XIX w.) z dzwonkiem ze srebra (jedyna oryginalna część, posiada inskrypcję: Frentz Tarnt — Ilsabe Rathen 1745, upamiętniającą osoby fundatorów), zawieszone na toczonym drążku (z XIX w.) oraz pochodzący z 2 poł. XVIII w. woreczek na kolektę z czarnego aksamitu z dzwonkiem i mosiężnym, posrebrzanym drążkiem.

### Organy
W kościele znajduje się empora organowa z ok. 1750. Organy z klawiaturą z dwoma manuałami zbudowane w Berlinie w roku 1750 przez Ernsta Juliusa Marxa, zostały w 1789 roku przeniesione do Altenkirchen przez Christiana Erdmanna Kindtena. Z barokowych elementów organ zachowały się tylko obudowa i części registrów kwintadeny 8′. W roku 1875 i 1971 (firma Böhn z Gothy) organy zostały na nowo zbudowane według starych prospektów.
Budowa organów:
| I Manuał     |           |
| Princypał    | 8′        |
| Flet rurkowy | 8′        |
| Oktawa       | 4′        |
| Kwinta       | 4′        |
| Flet leśny   | 2′        |
| Mikstura     | 5-chórowa |

| II Manuał     |           |
| Flet kryty    | 8′        |
| Kwintadena    | 8′        |
| Blokflet      | 4′        |
| Pryncypał     | 2′        |
| Tercjan       | 2-chórowa |
| Scharffcymbel | 3-chórowa |
|               |           |
| Tremolo       |           |

| Pedał     |     |
| Subbas    | 16′ |
| Pommer    | 8′  |
| Chorałbas | 4′  |
| Trąbka    | 8′  |

### Dekoracja malarska
Wyposażenie kościoła uzupełnia naścienna dekoracja malarska z XV w. (zapewne z drugiej połowy tego wieku, odkryty w latach 60. XX w.; transparent z napisem minuskułą gotycką z wersalikiem: Donna [...t] de [.......]) i z lat 1661-1677 (odkryty w 1965, zamalowany ponownie; inskrypcja na szyldzie m.in. z tekstem Völschow Pastor, tj. mianem tamtejszego pastora Joachima Völschowa).

### „Kamień Świętowita”

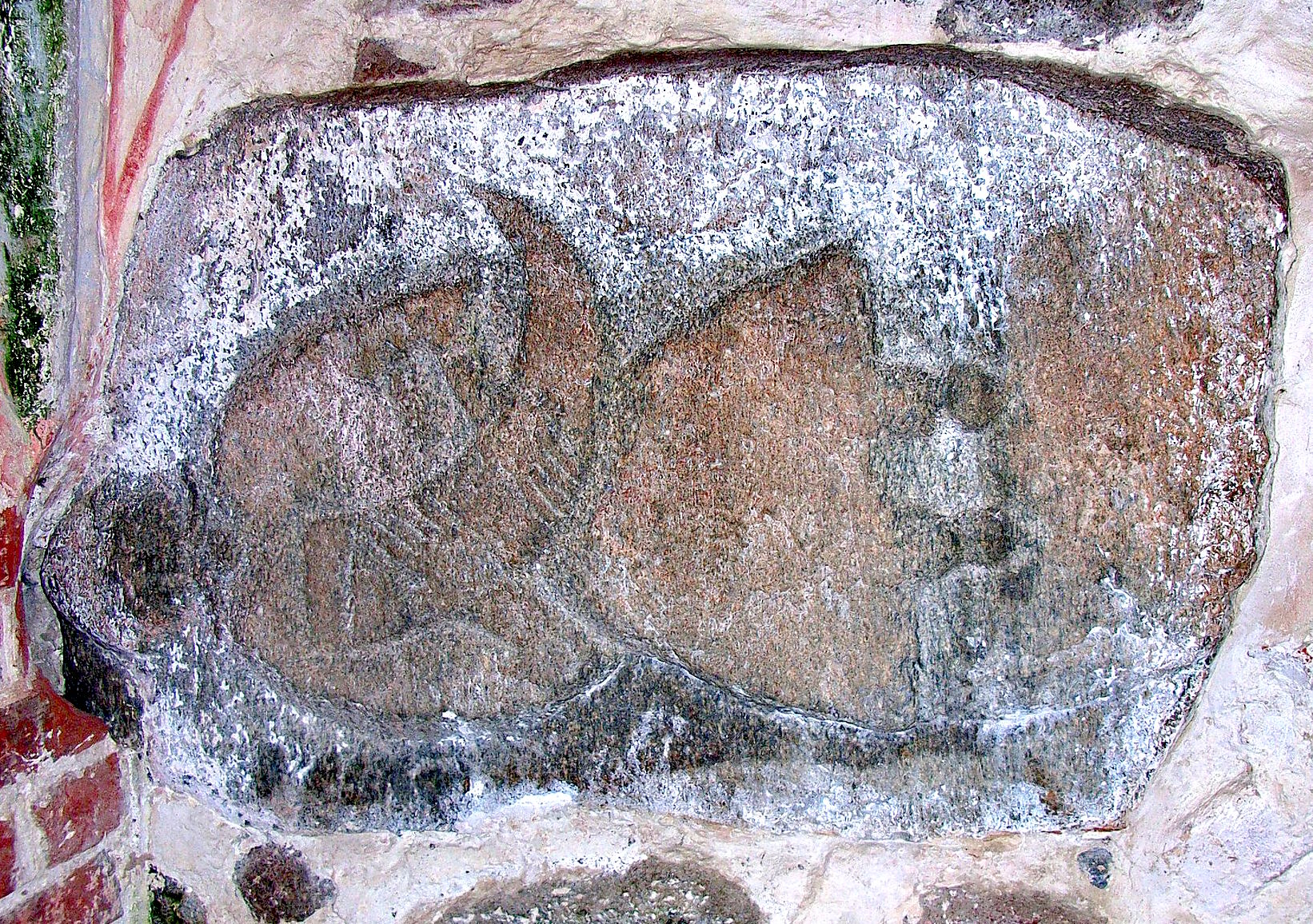
„Kamień Świętowita”

W południowej kruchcie kościoła (po wschodniej stronie) znajduje się wmurowany bezpośrednio nad fundamentem, leżący na boku tzw. „kamień kapłański” lub „kamień Świętowita” (der Priesterstein oder Svantevitstein). Granitowa płyta o wymiarach 1,18×1,68 m ozdobiona jest płaską płaskorzeźbą przedstawiającą wąsatego mężczyznę z brodą w czapce, trzymającego oburącz róg. Płyta datowana jest na X-XI wiek. Na kamieniu napisano w XVII lub XVIII w. (być może antykwą), używając czarnej farby, słowa: Sanctus Vitus oder Svantevit. Przypuszczalnie kamień ten został już po ukończeniu budowy kościoła wmurowany w mur. Popularniejsze dawniej hipotezy dopatrywały się w tej płycie nagrobka jakiegoś dostojnika, najczęściej księcia Jaromara I lub jego brata Tesława. Obecnie przeważa hipoteza, że jest to wyobrażenie boga Świętowita, za czym przemawiają przypisywane bogu atrybuty wąsa i rogu, brak chrześcijańskiej symboliki i prawdopodobnie celowe (deprecjonujące) usytuowanie płyty, zwracające postać twarzą ku dołowi.

### Płyta nagrobna, epitafium

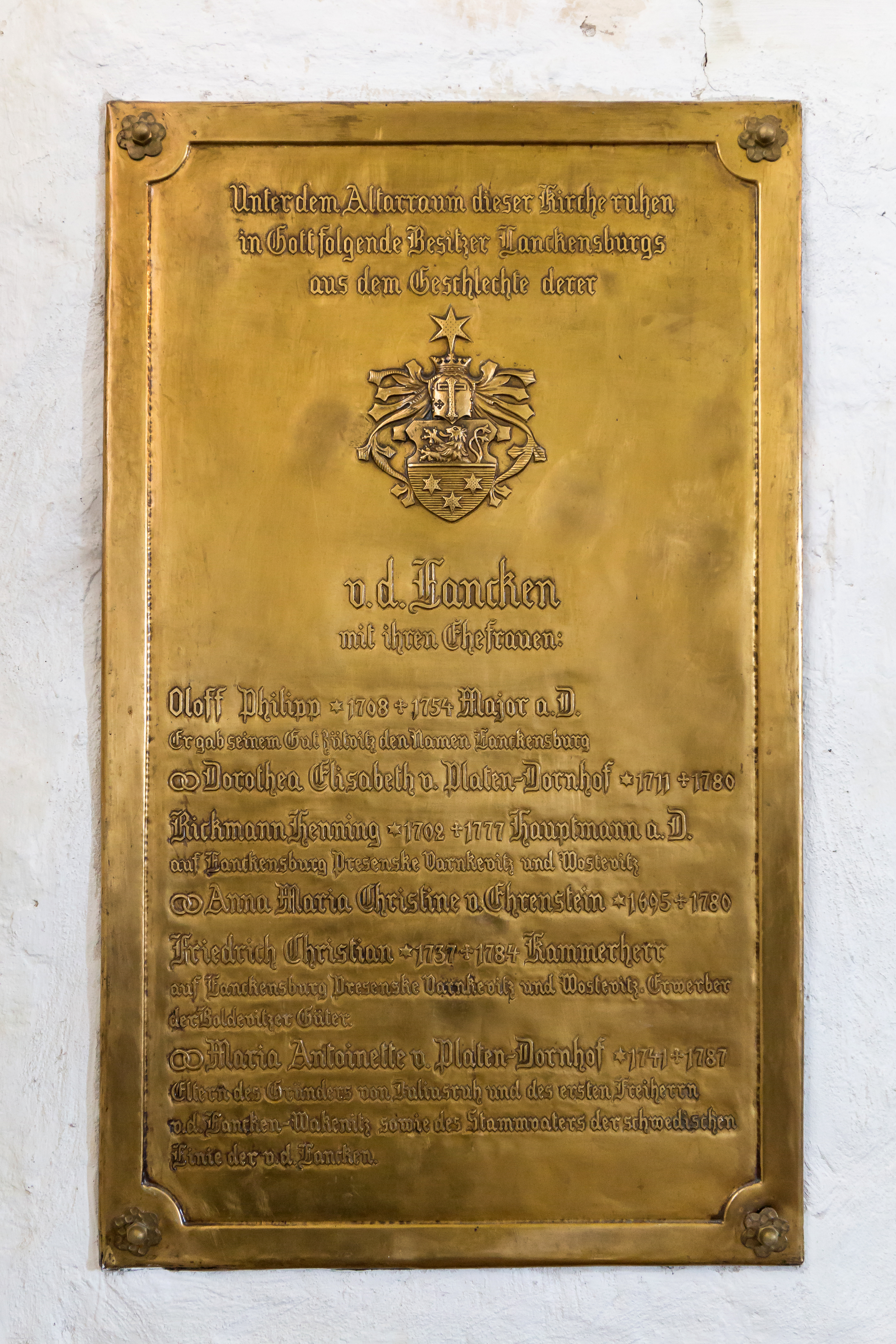
Tablica pamiątkowa rodu von Lancken

W kościele znajduje się jedna płyta nagrobna (o wymiarach 197 × 102 cm) umiejscowiona w kruchcie południowej, być może upamiętniająca skądinąd nieznanego przedstawiciela rugijskiego rodu Krakevitz o imieniu Henryk, datowana jest na lata 1356-1358 i stanowi pierwszy znany przykład użycia gotyckiego pisma minuskulnego na Rugii — bordiura zawiera wypukły napis: [ann]o [d](omi)ni m ccc Ivi[.....] quinta post fe[st]um p[u]ri[fi]cacionis marie obiit henr[i]cus [....]. Zachowały się także szczątki epitafium z XVIII w., nie wiadomo jednak ku czyjej czci, ponieważ brak jest jakiegokolwiek napisu, na tarczy herbowej wyobrażony jest lewart.

### Obrazy
W prezbiterium kościoła wisi konterfekt pastora z Altenkirchen z lat 1678-1719 Krystiana Schwartza. Po lewej stronie tego wykonanego w 1697 techniką olejną na desce obrazu o wymiarach 110 × 88 cm pomieszczono herb i minuskulny napis z wersalikami o treści: Symb: psalm xvi. V(ers) 5 Jehova Portio. Pradii mei. Natus Anno 1641. Vocatus ad Patorat(um) Salens(is) 1674 Vocatus ad Pastorat(um) Altenkirch(ensis) 1678 Depictus 1702. Denatus 1716 d(ie) 10. Octobr(is), obok zaś osoby pastora umieszczono stół z krucyfiksem. W kościelnej zakrystii zawieszone jest płótno o wymiarach 110 × 88 cm, będące olejnym konterfektem diakona z Altenkirchen (w latach 1679-1721) Dawida Rudolpha, podpisane minuskułą z wersalikami obok postaci: David Rudolphi anno aetatis 32. Diaconus insitutus est Die 1. Augusti oraz na trzymanej przez diakona zwoju papierowym: Dieses Bild ist von einigen liebhabern Göttlichen Wortes in diese Kirche geschenket. Anno 1700. W tym samym miejscu pomieszczono portret (będący zapewne kopią wykonanej ok. 1800 miniatury) kolejnego pastora z Altenkirchen Ludwika Gottharda Kosegartena. Konterfekt został namalowany na dykcie farbami olejnymi i ma wymiary 30,5 × 23,5 cm.

## Wyposażenie plebanii
Na plebanii przechowywany jest pochodzący zapewne z 1603 obraz olejny namalowany na desce (o wymiarach 184 × 93 cm), przedstawiający żyjącego w latach 1530-1603? z pochodzenia słupszczanina Gedeona von Klempzena, pastora i prepozyta w Altenkirchen, ukazanego w stroju urzędowym i trzymającego w lewej ręce Biblię z humanistycznym napisem minuskulnym z wersalikami na okładce: C. W[.]L. FECIT 160[3]. Herb Klempzen oraz inicjały imienia i nazwiska (G V K) namalowane zostały w lewym górnym rogu przedstawienia. Zaginęła tablica inskrypcyjna niegdyś podwieszona u dołu obrazu z tekstem (częściowo niezrozumiałym) kapitałą: D(OMI)N(US) GIDEON DE KLEMPSE NOBILI DE STIRPE NATUS IN URBE STOLPENSI ANNO xgis oVovlxs 1530. IN IUVENTATE OPERAM LITERIS DEDIT IN LIPSIENSI, WITTEBERGENSI, FRANCOFURDENSI ACADEMIIs. POSTEA PROFESSOR IURIS IN ACADEMIA GRYPHISWALDENSI et CONSILIARIUS ILLUSTRISSIMORUM PRINCIPUM POMERANIE IN AULA WOLGASTENSI PER SEX ANNOS UNDE VOCATUS IN RUGIAM PRAEPOSITVS et PASTOR ALTENKIRCHENSIS PER 40 ANNOS. W biurze parafialnym przechowywane jest płótno przedstawiające greifswaldczyka Jana Rungego (zmarłego 1 grudnia 1638 w Altenkirchen), pastora tamże, w takimż stroju, z Biblią w jednej (lewej) ręce i z chustką w drugiej, w ujęciu en trois quarts. Do tego obrazu olejnego z 1638 o wymiarach 116 × 80 cm dołączona była niegdyś (zaginiona) tablica inskrypcyjna z tekstem kapitałą z elementami minuskuły humanistycznej: P(ASTOR) L(OCI) REVERENDUS ET CLARISSIMUS D(OMI)N(US) M(AGISTER) JOHANNES RUNGIUS 15 NOVEMBR(IS) A(nn)o 1577. GRYPHISWALDIAE NATUS, Â PARENTIBUS SUIS HONORATISSIMIS PIE EDUCATUS, STUDIO PHILOSOPHICO ET THEOLOGICO IN UNIVERSITATE PATRIAE ATQUE WITTENBERGENSI SEDULO ADDICTUS: A(nn)o 1600 CIRCA FESTUM JOHANIS BABTISTAE AD HUNC PASTORATUM ALTENKIRCHENSEM LEGITIME VOCATUS, VICINORUMQUE PRAEPOSITUS, DONIS CONCIONANDI Â DEO INSTRUCTUS, ET PER EJUSDEM BENEDICTIONEM TRANQUILLAM CUM NOBELLISSIMÂ ET PIA UXORE D(OMI)N(A) ANNA KLEMPTZEN CONJUGAM[!] ANTIQUÂ VIRTUTE ET FIDE CONSPICUUS, PROPTEREA ETIAM OMNIBUS BONIS CARUS: 1. (DECEM)BR(IS) A(nn)o 1638 IN CHRISTO JESU PLACIDE EXPIRANDO DENATUS CUM OMNIBUS PIIS ET FIDELIBUS IN DIE NOVISSIMO GLORIOSAM CORPORIS SUI RESSURRECTIONEM EXPEXTANS.

## Dzwonnica przykościelna

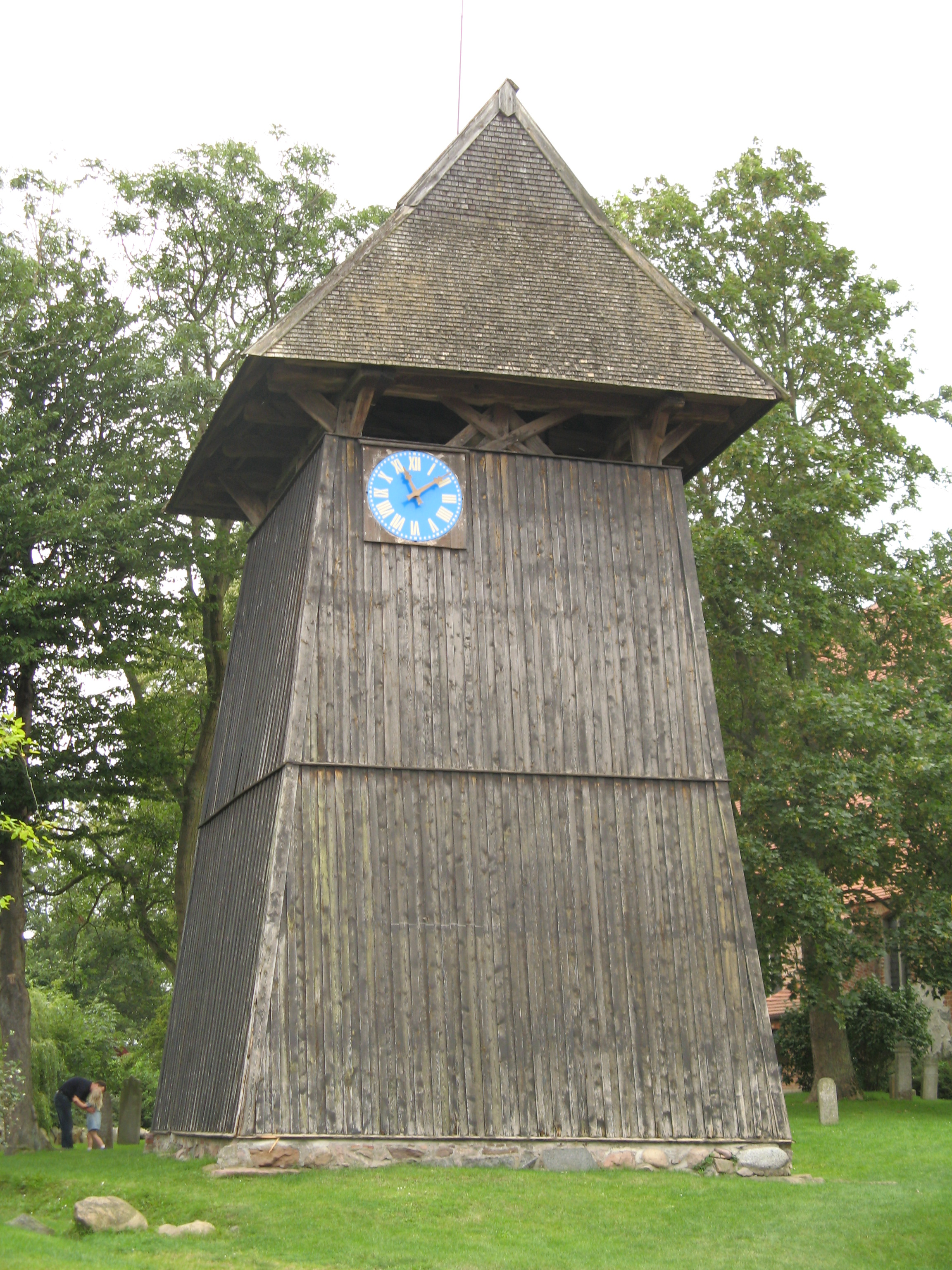
Dzwonnica belkowa

W dzwonnicy przykościelnej powstałej w 1610 (do 1893 na jednej z belek widniał napis: An(n)o 1610) znajdował się (zaginiony) dzwon wykonany w 1460 z inskrypcją minuskułą gotycką: o rex glorie criste veni cum pace an(n)o domini mcccclx; pomiędzy wyrazami pomieszczono krzyże maltańskie. Dzwon kościelny z inskrypcją w minuskule gotyckiej: o rex glorie criste veni cum pace, pochodzi z XV w.

## Cmentarz przykościelny

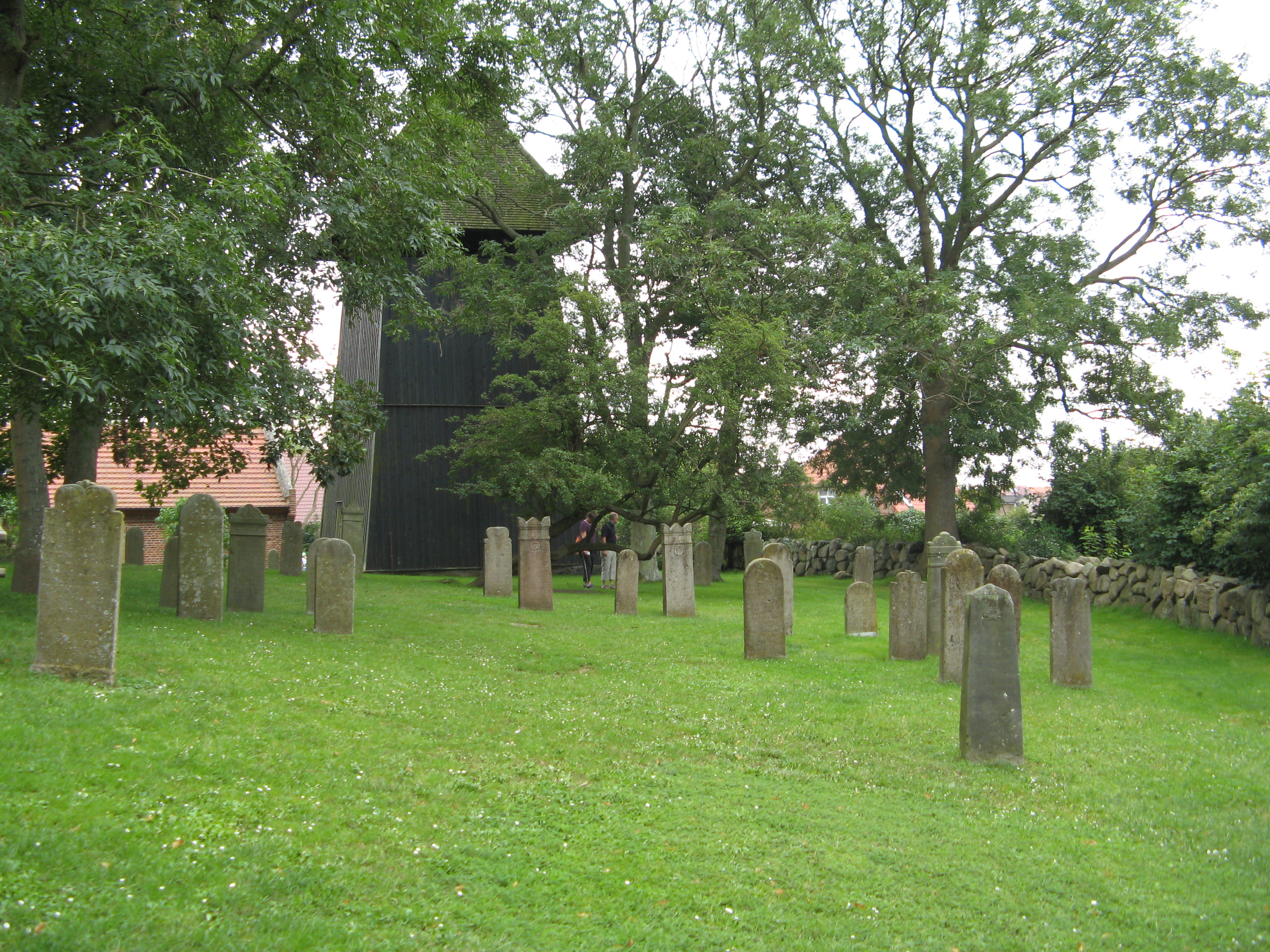
Przykościelny cmentarz

Na cmentarzu przykościelnym zachowała się natomiast płyta nagrobna (o wymiarach 180×120 cm) pochodząca z 1800 z wyrytym antykwą napisem: HIER IST DIE GRABSTÄTTE DES HERRN JOHANN FRIDERICH BOECKLER KÖNIGLICHER PÄCHTER ZU LÜTKEVITZ GEBOREN DEN 7. MAY 1751 GESTORBEN DEN 26 NOV(EM)B(ER) 1800. Ogółem na cmentarzu zachowało się 61 nagrobków kamiennych i drewnianych z lat 1798-1861.